# Rede de Atendimento às Mulheres em Situação de Violência
A Rede de Atendimento às Mulheres em Situação de Violência é serviço público brasileiro que consiste em uma rede que reúne ações e serviços das áreas da assistência social, justiça, segurança pública e saúde, integrando a Rede de Enfrentamento, ao contemplar o eixo de assistência previsto na Política Nacional de Enfrentamento à Violência Contra as Mulheres.

## História
Dentre os objetivos da rede estão a ampliação do acesso de mulheres vítimas de violência aos serviços adequados, a melhoria da qualidade e humanização dos atendimentos, tornando o processo de identificação e acolhimento mais integral e resolutivo.
A Rede de Atendimento é composta por serviços especializados, como as Delegacias Especializadas de Atendimento à Mulher (DEAMs), as Delegacias de Defesa da Mulher (DDMs),  Promotorias Especializadas, os Centros de Referência de Atendimento à Mulher (CRAM), as Casas Abrigo, Casa da Mulher Brasileira, Juizados de Violência Doméstica e Familiar Contra a Mulher, Órgãos da Defensoria Pública, e os Centros de Referência Especializados de Assistência Social (CREAS), e não-especializados, como os Centros de Referência de Assistência Social (CRAS).
O fortalecimento da Rede de Atendimento às Mulheres em Situação de Violência se deu a partir dos Planos Nacionais de Políticas paras as Mulheres I e II e da Política e Pacto Nacional de Enfrentamento à Violência contra as Mulheres, que definiram os conceitos, as diretrizes e ações de prevenção e combate à violência.Em 2005 e 2006, respectivamente, a Rede contou com dois importantes marcos de fortalecimento: a Central de Atendimento à Mulher (Ligue 180) e a Lei 11.340/2006 (Lei Maria da Penha).

## Central de Atendimento à Mulher (Ligue 180)
O Ligue 180 é um serviço de utilidade pública que orienta mulheres sobre os direitos e serviços mais próximos disponíveis para acolhimento de suas demandas. A Central recebe denúncias de violações contra as mulheres, encaminha aos órgãos competentes e monitora o andamento de processos.
A ligação é gratuita e o serviço funciona 24h, também aos sábados, domingos e feriados. A ligação pode ser feita de qualquer lugar do Brasil.
Além do contato telefônico, é possível fazer denúncias através do aplicativo Direitos Humanos Brasil e da página Ouvidoria Nacional de Direitos Humanos (ONDH), com opções de atendimento por chat e através de videochamada em Libras.

## Instituições e serviços cadastrados
Entre as instituições e serviços cadastrados estão:
Delegacias Especializadas de Atendimento à Mulher (DEAMs)
Compõem a estrutura da Polícia Civil e são encarregadas de realizar ações de prevenção, apuração, investigação e enquadramento legal. Com a promulgação da Lei Maria da Penha, as DEAMs passam a desempenhar novas funções que incluem, por exemplo, a expedição de medidas protetivas de urgência ao juiz no prazo máximo de 48 horas.
Delegacias de Defesa da Mulher (DDMs)
As Delegacias de Defesa da Mulher (DDMs) são unidades policiais especializadas no atendimento de violências cometidas contra as mulheres. Algumas de suas atribuições são o registro de ocorrências, a investigação e a apuração dos crimes cometidos contra as mulheres, além da solicitação das medidas protetivas previstas na Lei Maria da Penha. São também responsáveis por encaminhar o inquérito policial ao juiz e solicitam laudos ao IML (Instituto Médico Legal).
Promotorias Especializadas
À Promotoria Especializada do Ministério Público cabe mover ação penal pública, solicitar que a polícia civil inicie ou dê prosseguimento às investigações e solicitar ao juiz a concessão de medidas protetivas de urgência nos casos de violência contra a mulher, podendo ainda fiscalizar os estabelecimentos públicos e privados de atendimento à mulher em situação de violência.
Centros de Referência de Atendimento à Mulher (CRAMs)
São espaços de acolhimento e acompanhamento psicológico e social a mulheres em situação de violência. Devem proporcionar o atendimento e o acolhimento necessários à superação de situação de violência, contribuindo para o fortalecimento da mulher e o resgate de sua cidadania.
Casas Abrigo
Oferecem asilo protegido e atendimento integral (psicossocial e jurídico) a mulheres em situação de violência doméstica (acompanhadas ou não dos filhos) sob risco de morte. O ingresso no espaço é feito por meio de encaminhamento da Delegacia Especializada no Atendimento à Mulher (DEAM), demais delegacias, pela Casa da Mulher Brasileira ou por ordem judicial. O endereço da casa é mantido em sigilo por motivos de segurança.
Casa da Mulher Brasileira
A Casa da Mulher Brasileira integra, no mesmo espaço, serviços especializados para os mais diversos tipos de violência contra as mulheres: acolhimento e triagem; apoio psicossocial; delegacia; Juizado; Ministério Público, Defensoria Pública; promoção de autonomia econômica; cuidado das crianças – brinquedoteca; alojamento de passagem e central de transportes.
Centros de Referência da Assistência Social (CRAS)
Unidades públicas que desenvolvem trabalho social com as famílias. Oferta serviços, programas, benefícios e projetos no âmbito da Assistência Social. Atende indivíduos e famílias de todas as faixas etárias.
Juizados de Violência Doméstica e Familiar contra a Mulher
Órgãos da Justiça ordinária com competência cível e criminal, são responsáveis por processar, julgar e executar as causas decorrentes da prática de violência doméstica e familiar contra a mulher.
Órgãos da Defensoria Pública
Os Núcleos e as Defensorias de Especializadas de Atendimento à Mulher fornecem atendimento a mulheres em situação de violência. Prestam assistência jurídica integral e gratuita à população de baixa renda.
Serviços de Saúde Especializados para o Atendimento dos Casos de Violência Contra a Mulher
Equipe multidisciplinar (psicólogas/os, assistentes sociais, enfermeiras/os e médicas/os) capacitada para atender os casos de violência doméstica contra a mulher e de violência sexual.  Nos casos de violência sexual, a contracepção de emergência e a prevenção de doenças sexualmente transmissíveis/aids devem ocorrer em até 72h. Além do atendimento de urgência, os serviços de saúde também oferecem acompanhamento médico e psicossocial.
Programa Patrulha Maria da Penha
O programa é desempenhado  pelas  Guardas  Municipais  e  pela  Polícia  Militar, em conjunto com o poder judiciário de diversas cidades do país, para garantir a efetividade das medidas de proteção às mulheres vítimas de violência doméstica. Trata-se  de  uma  forma  de  prestação  de  serviço  público  em conjunto, visando o cumprimento da lei Maria da Penha, bem como o acompanhamento das vítimas, confortando-as na medida do possível. A Patrulha Maria da Penha visita as vítimas, elabora relatórios e põe-se à disposição exclusiva para o atendimento a estas mulheres que estão sob a proteção da Lei.

## Centros
Os Centros de Referência e Apoio à Mulher ou Centros de Referência de Atendimento à Mulher em Situação de Violência são centros de atendimentos municipais existentes em algumas cidade brasileiras que prestam acolhida, acompanhamento psicossocial e orientação jurídica às mulheres em situação de violência (violência doméstica e familiar contra a mulher - sexual, patrimonial, moral, física, psicológica; tráfico de mulheres, assédio sexual; assédio moral; etc).
Os centros fazem parte da Rede de Atendimento a Mulheres em Situação de Violência e reúne ações e serviços das áreas da assistência social, justiça, segurança pública e saúde, integrando a Rede de Enfrentamento, ao contemplar o eixo de assistência previsto na Política Nacional de Enfrentamento à Violência Contra as Mulheres.